# Корбон (Калвадос)
Корбон (фр. Corbon) насеље је и општина у северној Француској у региону Доња Нормандија, у департману Калвадос која припада префектури Лисје.
По подацима из 2011. године у општини је живело 66 становника, а густина насељености је износила 16,14 становника/km². Општина се простире на површини од 4,09 km². Налази се на средњој надморској висини од 10 метара (максималној 15 m, а минималној 5 m).

## Демографија
| 1962. | 1968. | 1975. | 1982. | 1990. | 1999. | 2011. |
| ----- | ----- | ----- | ----- | ----- | ----- | ----- |
| 68    | 82    | 72    | 66    | 65    | 56    | 66    |

График промене броја становника у току последњих година